# هلن‌دورن
هلن‌دورن (به هلندی: Hellendoorn) یک شهرستان در هلند است که در افریسل واقع شده‌است. هلن‌دورن ۱۰ متر بالاتر از سطح دریا واقع شده‌است.

## نگارخانه

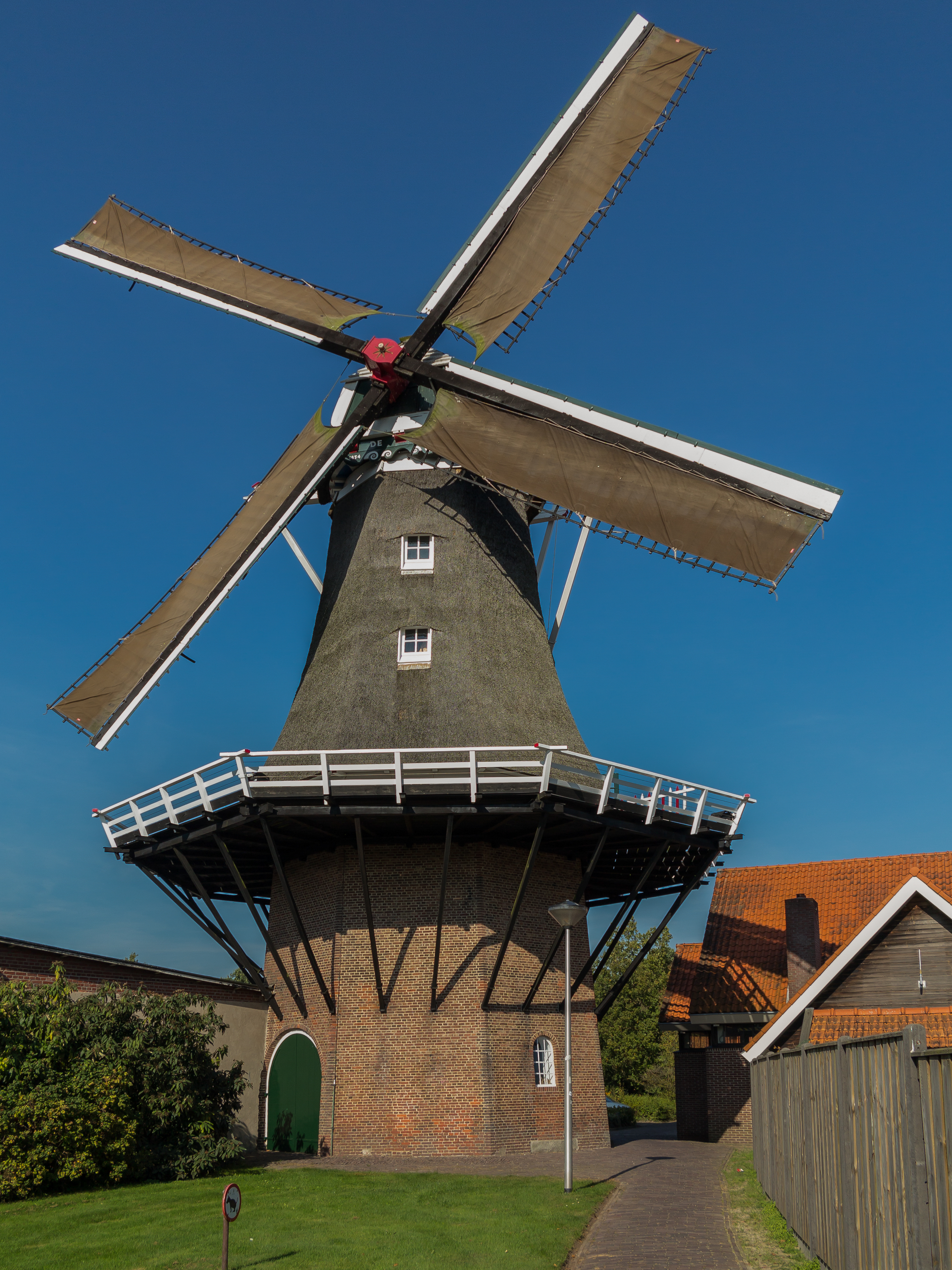
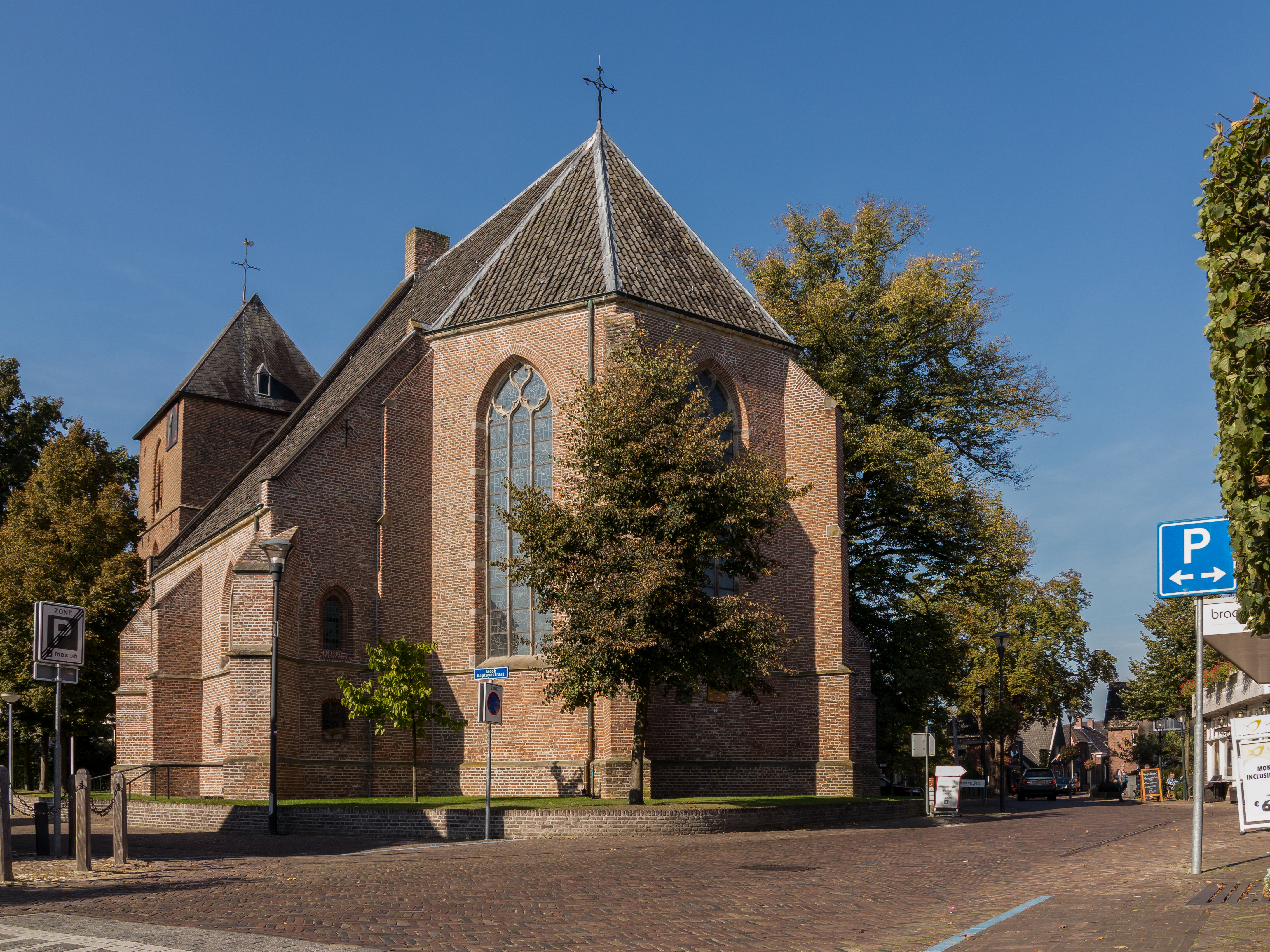
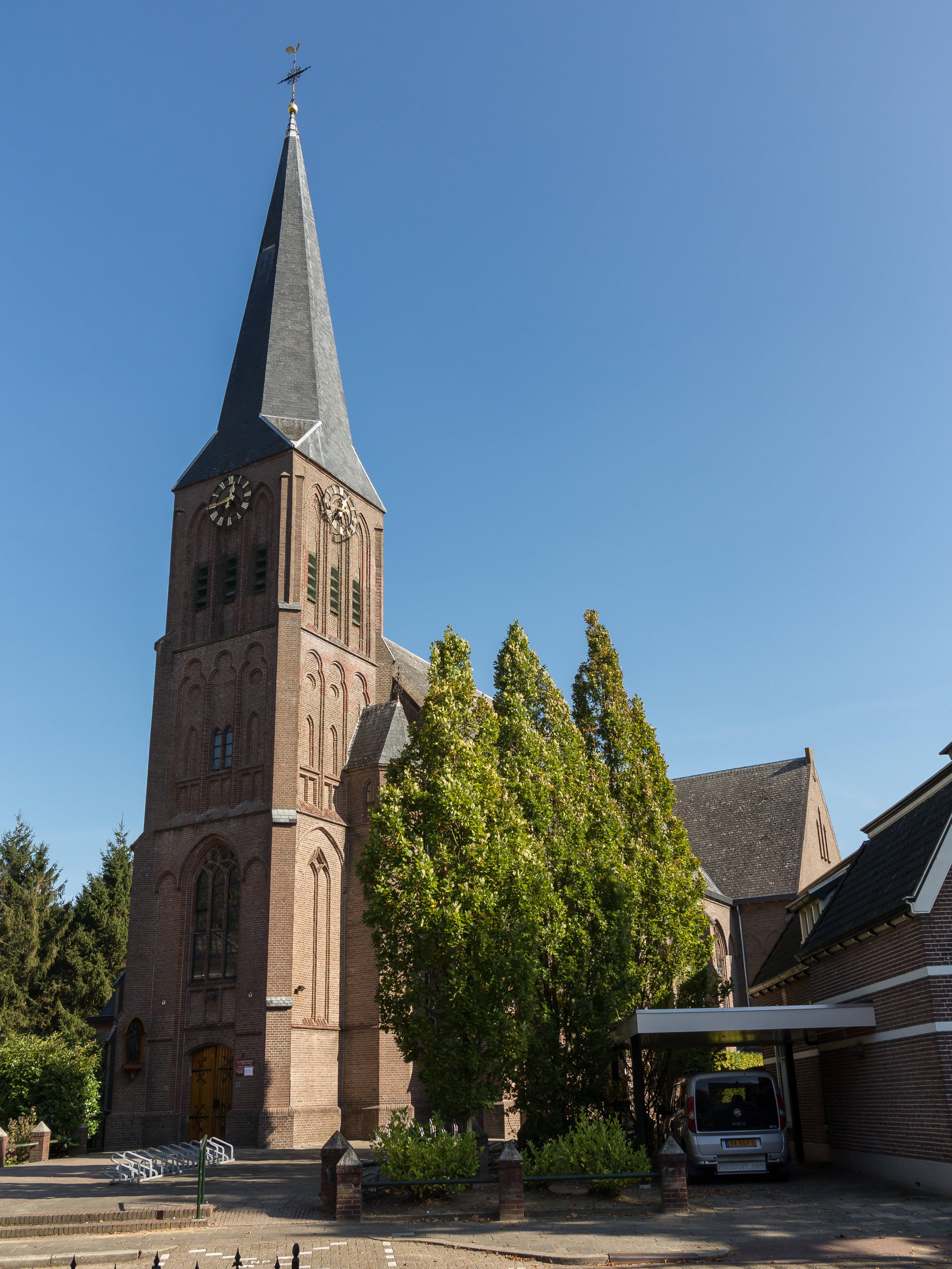
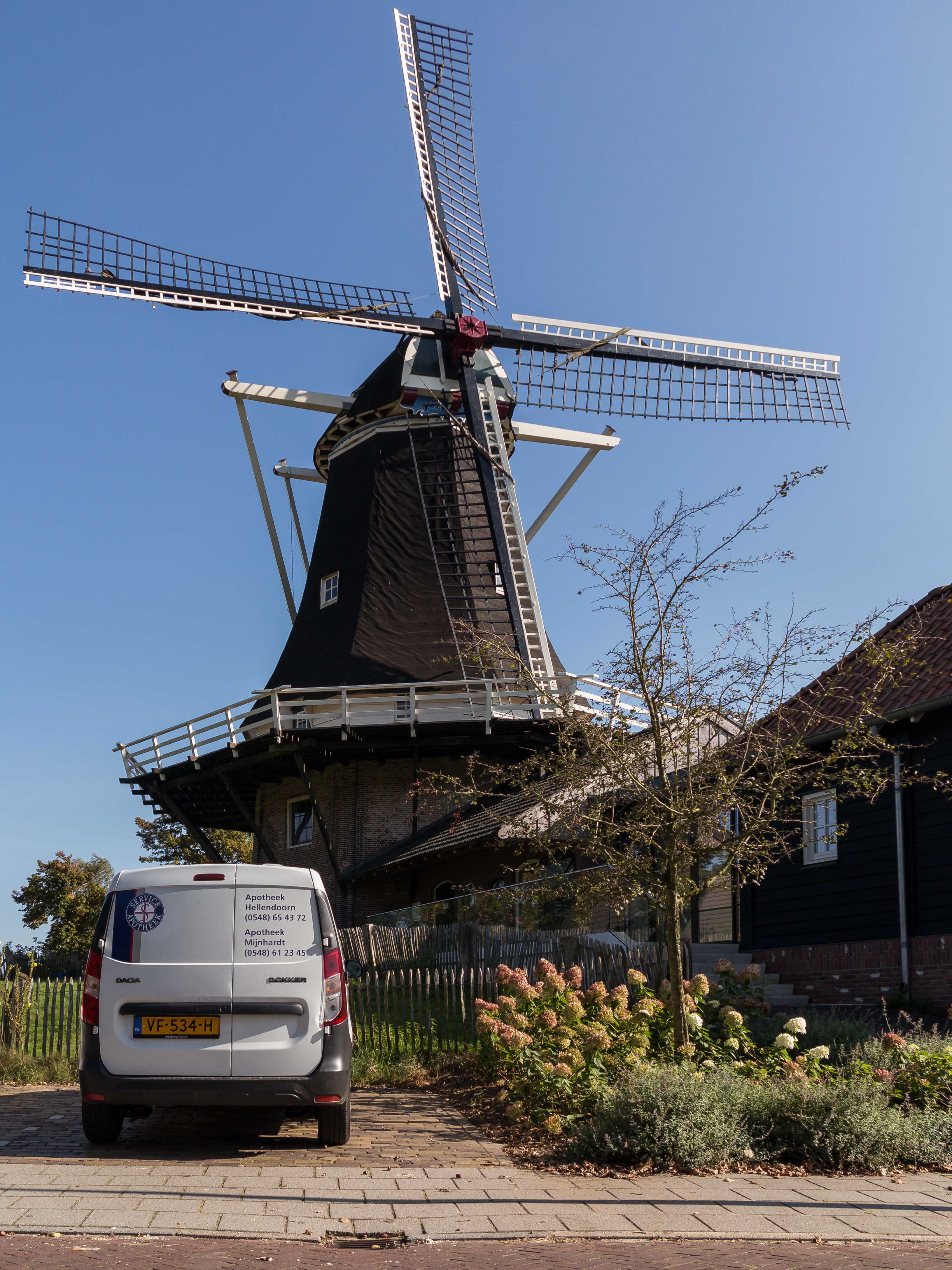
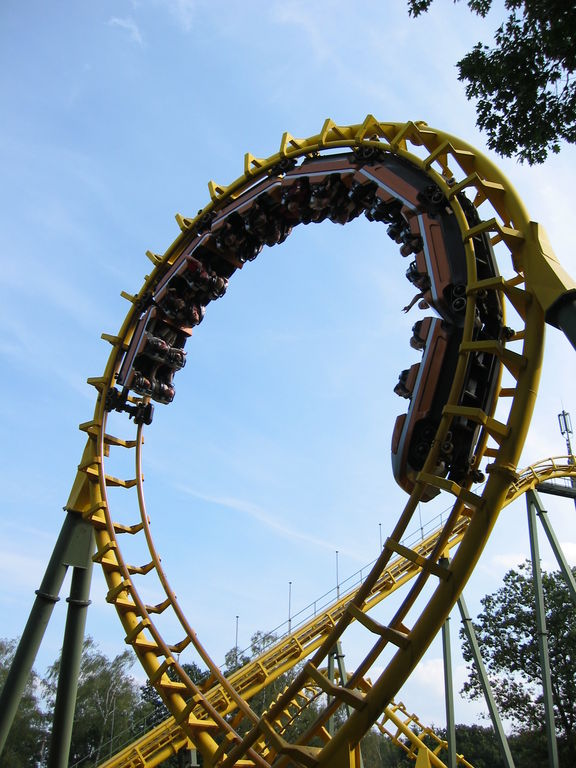
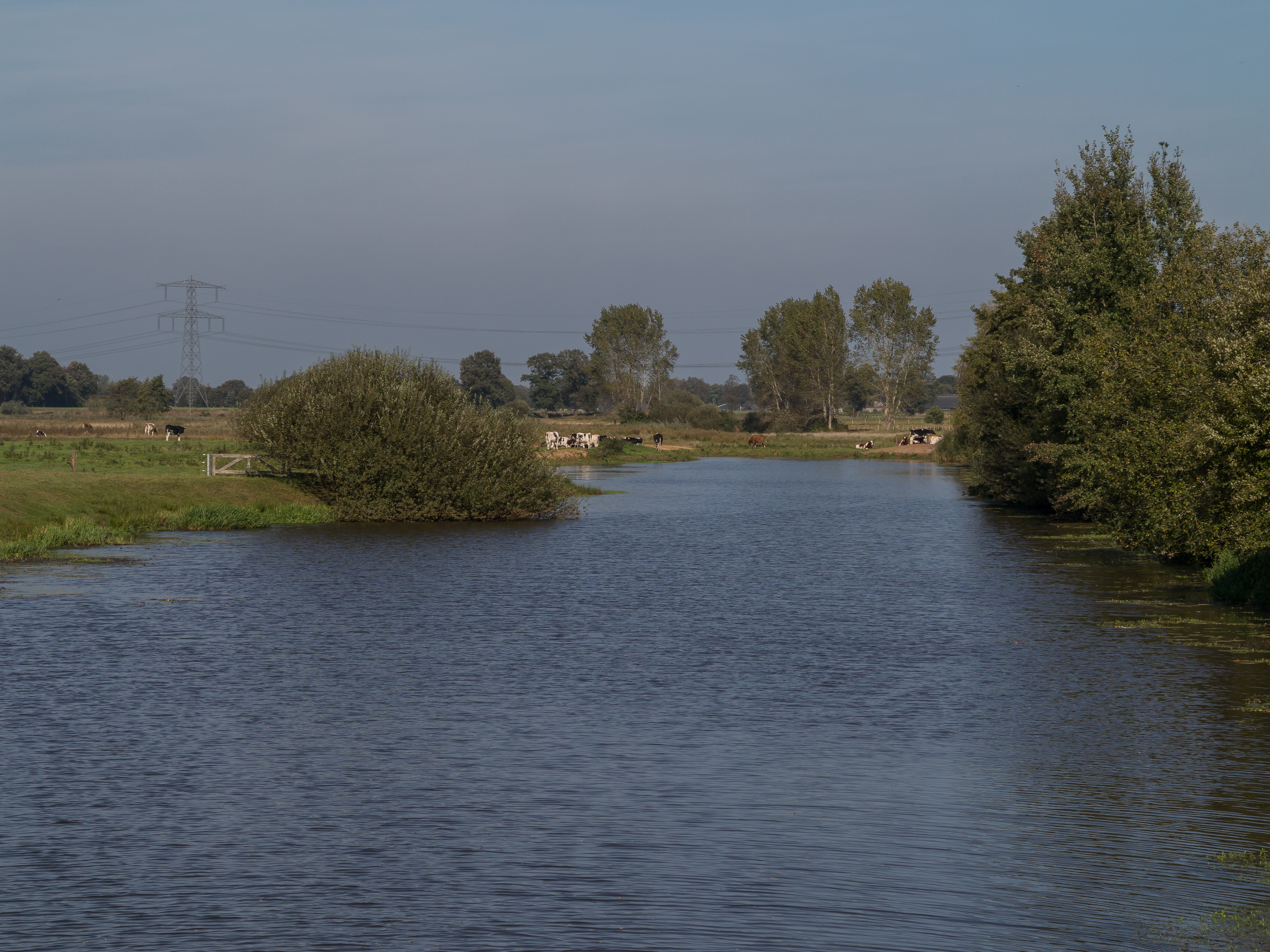
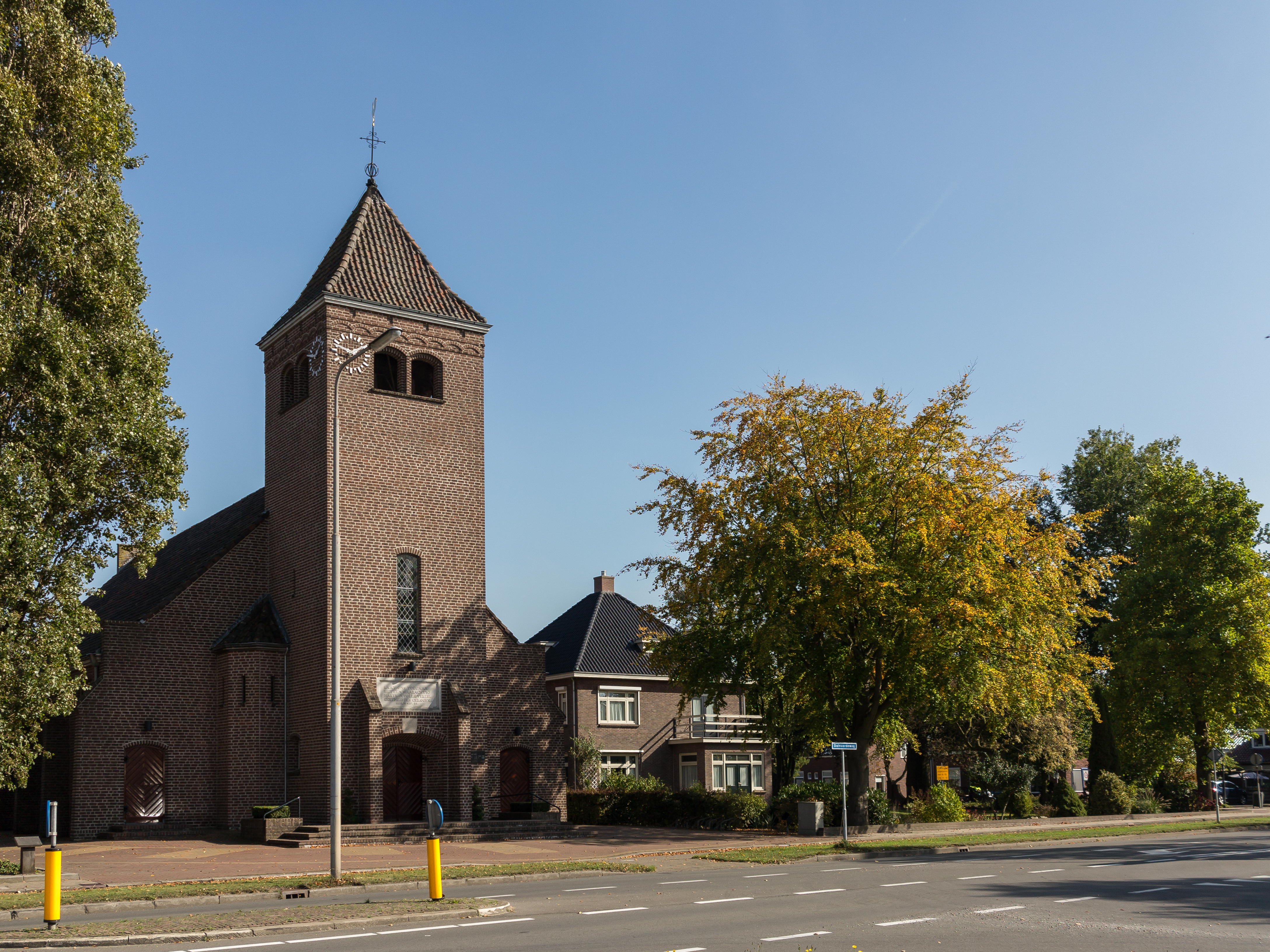
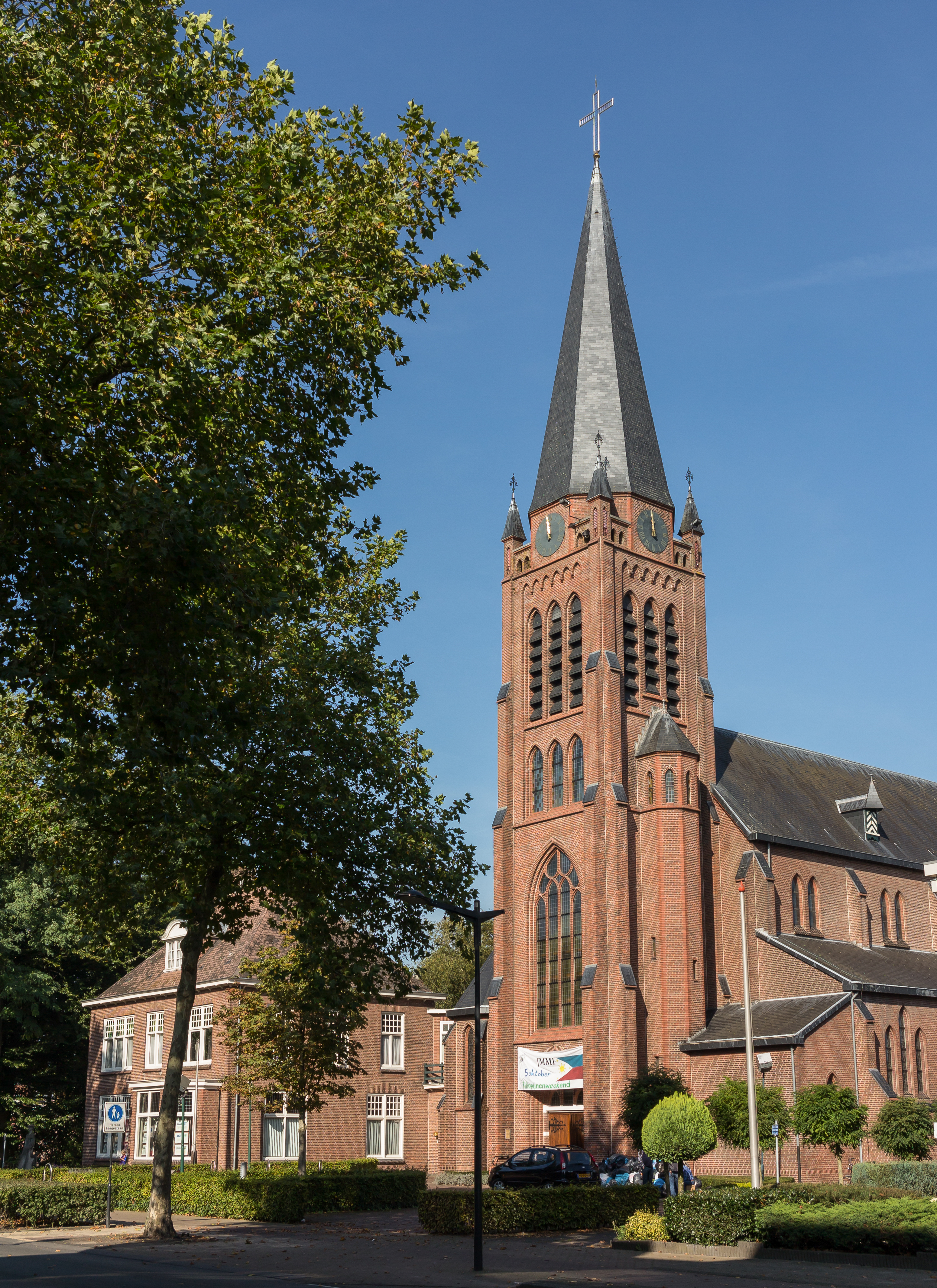